# Вильдесхаузен, Иоганн фон
Иоганн фон Вильдесхаузен (нем. Johannes von Wildeshausen, Иоганн Тевтонский нем. Johannes Teutonicus; ок. 1180 года — 4 ноября 1252) — четвёртый генеральный магистр ордена проповедников (доминиканцев).

## Биография
Родился около 1180 года в Вильдесхаузене (Вестфалия) в знатной дворянской семье. Обучался в Болонье, где свёл дружбу с юным принцем Фридрихом, будущим императором Священной Римской Империи. По возвращении Фридриха из Италии был принят ко двору.
Разочаровавшись в придворной жизни, Иоганн возвратился в Болонью, где познакомился с некоторыми членами недавно созданного Ордена проповедников. Болонья была одним из центров молодого ордена. Доминиканские идеи и принципы увлекли Иоганна, он принял решение вступить в орден и около 1220 года получил доминиканский хабит из рук самого святого Доминика. Немедленно по вступлении в орден Иоганн отправился на проповедь, избрав местом деятельности регион северной Италии, восточной Франции и западной Германии. Центром своей деятельности он сделал Страсбург.
В 1224 году он был вызван в Рим папой Гонорием III, который назначил Иоганна фон Вильдесхаузена главой Апостольской пенитенциарии и поручил ему сопровождать кардинала Конрада фон Ураха в его поездке по Южной Германии с призывом к крестовому походу.
После возвращения в Рим фон Вильдесхаузен получил назначение провинциалом во вновь основанную провинцию доминиканцев в Венгрии. Этот пост он занимал с 1231 по 1233 года. В 1233 году папским легатом был отстранён от должности епископ Владимир, занимавший кафедру в Дьяковаре (современный хорватский Джяково) из-за впадения в ересь. Иоганн фон Вильдесхаузен был назначен новым епископом Дьяковара, параллельно он возглавлял кафедру Калочи.
Епископский пост фон Вильдесхаузен принял только по послушанию и периодически направлял в Рим просьбы от отставке. Тем не менее он много сделал для проповеди в Славонии и Боснии, совмещая служение епископа и странствующего проповедника. Большую помощь в своей деятельности Иоганн получил от герцога славонского и хорватского Коломана, брата святой Елизаветы Венгерской. Четыре года спустя, в 1237 году, его отставка наконец была принята, он смог вернуться в Страсбург, однако уже в том же году он был послан папой Григорием IX в Болгарию для переговоров с царём Иваном Асенем II. С 1238 по 1240 год фон Вильдесхаузен исполнял функции главы ломбардской провинции доминиканцев.
В 1240 году глава ордена доминиканцев Раймунд де Пеньяфорт сложил с себя полномочия. Очередной генеральный капитул ордена состоялся 19 мая 1241 года в Париже, Иоганн фон Вильдесхаузен был избран на нём четвёртым по счёту генеральным магистром. Под его руководством орден укреплял свои позиции, генеральный магистр самолично посещал самые разные части Европы, проповедовал, посещал существующие доминиканские монастыри и основывал новые. Под его руководством была завершена работа над литургическими текстами, специфическими для Ордена проповедников, была окончательно стандартизирована доминиканская литургия.
При его правлении было внесено два важных изменения в конституцию — генеральные капитулы теперь собирались не только в Париже и в Болонье, так в 1245 году состоялся капитул в Кёльне, в 1247 году в Монпелье, в 1249 году в Трире, а в 1250 году в Лондоне; кроме того была нарушена монополия Парижа, как образовательного центра ордена, были основаны доминиканские учебные заведения в Болонье, Монпелье и Оксфорде.
По приказу папы Иннокентия IV фон Вильдесхаузен сопровождал первого доминиканского кардинала Гуго де Сен-Шера в его поездке в Германию в 1252 году. Во время поездки Иоганн заболел, был перевезён в его любимый монастырь в Страсбурге, где и скончался 4 ноября 1252 года.
Первоначально был похоронен на кладбище монастыря доминиканцев, однако в 1260 году в Страсбурге была построена новая доминиканская церковь, освящённая в честь святого Варфоломея, и останки Иоганна фон Вильдесхаузена были перенесены в неё.

## Почитание
Иоганн фон Вильдесхаузен почитался святым после смерти, однако решения о канонизации так и не было принято. В настоящее время в Католической церкви он почитается как досточтимый.